# Камерон Керл
Ка́мерон Керл (англ. Cameron Kurle, 19 липня 1997) — британський плавець.
Учасник Олімпійських Ігор 2016 року.
Чемпіон Європи з водних видів спорту 2018 року.
Призер Ігор Співдружності 2018 року.